# Montevideo (Fernsehsendung)
Montevideo war eine wöchentliche Sendung, die 1994 auf ORF 1 am Sonntag von 17:10 bis 18:00 lief. Das Motto „Die Sendung mit dem Zuschauer“ war so zu verstehen, dass wöchentlich ein Zuschauer im wohnzimmerartigen Studio zu Besuch war. Es wurden 22 Sendungen ausgestrahlt. Die Sendungsidee stammte von Oliver Baier und Stefan Ruzowitzky.
Die fixen Sendungsbeteiligten waren das Orchester unter der Leitung von Helmut Sommer, die Tonne aka Clemens Haipl, Herr Ralph aka Gerald Votava und Oliver Baier. In den vielen Beiträgen war auch immer wieder Herbert Knötzl zu sehen. Die ganze Sendung wurde nur durch eine Handkamera aufgenommen, die von „Heidi“ geführt wurde. Herbert Knötzl, Gerald Votava und Clemens Haipl sind zu dritt die Hauptprojektleiter des auf FM4 gesendeten Projekt X.
Die Sendung war durch äußerst skurrilen Humor geprägt und besaß nur wenige Fixpunkte. Neben einem Spiel, bei dem der nächste Zuschauer ermittelt wird, gab es immer die Rubrik Neues aus dem ORF-Shop. Eine Presserundschau wurde später durch die Redaktionssitzung abgelöst. Am Ende der Sendung sprach immer „Er“ mit den Beteiligten und mahnte das Ende der Sendung ein.
Trotz der ungewöhnlichen Kameraführung (die Beschwerden nach sich zog) und dem nicht breitenwirksamen Humor war die Sendung sehr beliebt und gewann eine Romy. Während die Hauptprojektleiter des Projekt X noch immer dem skurrilen Humor treu geblieben sind, ist Oliver Baier von dieser Schiene abgekommen und moderiert beispielsweise für den ORF die Sendung Was gibt es Neues?
In jeder Sendung waren Stargäste eingeladen, die dort hauptsächlich zur Promotion zu Besuch kamen. Gäste waren unter anderem:
- Heino (der sogar seine Sonnenbrille abnahm)
- Josef Hader (Folge „EU“)
- Roland Düringer (Folge „Buttertag“) (Erstausstrahlung: 8. Mai 1994)
- Alfred Dorfer (Folge „Buttertag“)
- Ostbahn-Kurti (Folge „Ostern“)
- Stakka Bo (gemeinsam mit Oskar Franzén) (schwedisches Onehit-Wonder) (Folge „Skandinavische Wochen“)
- Herr Wurbala aka Alexander Bisenz
- Hubertus von Hohenlohe (Folge „Unproletarische Sendung“)
- Nena (Folge „Der Fluch“)
- Thomas Forstner (Folge „Wahltag“) (Erstausstrahlung 9. Oktober 1994)
- Campino (Folge „Urlaub“)
- Andreas Meurer (Folge „Urlaub“)
- Simone Stelzer
- Franz Antel (Folge „Tag der Haushaltsgeräte“) (Erstausstrahlung 24. April 1994)
- Mini Bydlinski (Folge „Psychische Wochen“)
- Dieter Moor
- Michael Niavarani
- The Proclaimers
- Alexander Goebel (der sogar seine Glatzenperücke abnahm)

Darüber hinaus gab es immer wieder Gastauftritte von österreichischer (Fernseh-)Prominenz wie:
- Nora Frey (Folge „Der Fluch“)
- Lore Krainer (Folge „Buttertag“)
- Sabine Petzl (Folge „Psychische Wochen“)
- Wolfgang Ambros (Folge „Psychische Wochen“)
- Wilfried (Folge „Psychische Wochen“)
- Richard Lugner und Christina Lugner